# Zračni tlak
Zráčni tlák (oznaka p0) ali zráčni pritísk je tlak v Zemljinem ozračju nad katerokoli površino, povzroči pa ga teža zraka. V naslednjem delu je govora o standardnem atmosferskem tlaku (atm). Normalen zračni tlak je približno 101,3 kPa.
Na zračne mase vpliva splošni atmosferski tlak, zaradi česar nastajajo območja visokega tlaka (anticikloni) in nizkega tlaka (ciklona). Območja nizkega zračnega tlaka imajo nad sabo manj zračne mase, območja visokega tlaka pa več.
Z višanjem nadmorske višine se eksponentno zmanjšuje število molekul zraka. Zaradi tega se zračni tlak z naraščanjem višine pojemajoče zmanjšuje. Naslednje razmerje je približek prvega reda:
{\displaystyle \log _{10}P\approx {5-{h \over 15500}}\!\,,}
kjer je P tlak v pascalih in h višina v metrih. To pokaže, da je tlak na višini 31 km približno 10(5-2) Pa = 1000 Pa ali 1 % tlaka na višini morske gladine.1
Stolpec zraka površine osnove 1 m², merjen od ravni morja do vrha ozračja, bi tehtal okoli 100 kilonewtonov.